# Valentín Balaša
Valentin Balaša nebo Valent Balaša (maďarsky Balassi Bálint nebo Balassa Bálint, celým jménem Baron Bálint Balassa de Gyarmathy et Kekkei, slovensky Barón Valentín Balaša z Ďarmôt a Modrého Kameňa, 20. října 1554, Zvolen - 30. května 1594 Ostřihom) byl uherský šlechtic a renesanční básník, který psal maďarsky, turecky a slovensky. Je zakladatelem moderní maďarské lyrické poezie a prvním autorem maďarské erotické poezie.

## Život
Narodil se ve Zvolenu jako syn Jana Balaši z předního uherského šlechtického rodu Balašů. Jeho předkové vlastnili v 13. století liptovské obce Iľanovo a Paludza, které vyměnili za Ďarmoty, kde se na dlouhou dobu usídlili. Na přelomu 13. a 14. století získali i panství Modrý Kameň (maďarsky Kekkei), v letech 1554-1600 vlastnili i hrad Liptovský Hrádok.
Valentin prožil své dětství na zvolenském zámku, ale i na hradě v Liptovském Hrádku. Bylo mu poskytnuto kvalitní vzdělání - ovládal až osm jazyků. Balaša studoval na univerzitách v Německu (od roku 1565 studoval například v Norimberku) i v Itálii a dosáhl výborné vzdělání v literatuře. Jistý čas byl jeho učitelem evangelický kněz Petr Bornemisa (maďarsky Bornemissza Péter) - Balaša původně vyznával kalvínskou víru, ale později přestoupil na římskokatolické vyznání. V letech 1573-1574 studoval na vojenské škole v dnešním Egeru.
Od roku 1575 působil na území Sedmihradska, kde se účastnil bojů proti vojskům sedmihradského vévody Štěpána Bátoriho, ale během bojů upadl do jeho zajetí. Když se Báthory stal polským králem, vzal ho ve svém doprovodu do Polska, kde se Balaša zúčastnil v roce 1577 bojů u Gdaňsku proti císařské armádě.
V roce 1577 se vrátil do Uherska. Koncem 70. let žil opět na hradě Liptovský Hrádok, který mu připadl při dělení rodových majetků. S vlastní rodinou vedl několik právních sporů kvůli rodovým majetkům. Spolu s bratrem Františkem se postaral o obnovu hradu a dal ho obehnat novou hradební zdí. Pro zvýšení poddanských povinností se však dostal do konfliktu s vlastními poddanými, zejména v obci Pribylina.
V letech 1579-1582 byl důstojníkem v posádce egerského hradu, později se vrátil do Zvolena. V roce 1588 sloužil u hlavního kapitána v Nových Zámcích. V roce 1589 cestoval po Sedmihradsku, ale koncem roku 1589 odešel opět do Polska, kde žil zejména v Krakově. Na podzim 1591 se vrátil do Uher a obchodoval s vínem.
Valentin Balaša se v roce 1593 zapojil do bojů patnáctileté války proti Osmanům v řadách císařského vojska, tedy na straně Habsburků, bojoval ve vojsku Mikuláše Pálffyho a zúčastnil se dobytí hradů Divín a Modrý Kameň. Při obléhání Ostřihomi byl těžce raněn - přišel o obě nohy - a do tří dnů skonal. Valentin Balaša zemřel 30. května 1594 v Ostřihomi a byl pohřben v kostele v obci Hybe na Slovensku.

## Dílo
Valentin Balaša psal maďarsky, slovensky a turecky. Kromě poezie napsal i jednu komedii v maďarštině. Slovenské básně byly objeveny až v roce 1949 ve vídeňské Národní knihovně. Do té doby nikdy nevyšly knižně. Balaša psal v slovenštině nábožensky laděné básně a jednu o lásce: "Píseň jménem pěkné děvy". Je autorem této časově nejstarší světské milostné básně v slovenštině zveřejněné v kodexu Jana Joba Fanchaliho, který má pozdně renesanční charakter.
Valentin Balaša psal stance a dal jméno jednomu jejich druhu - "Balášova stanca" (Balassi stanza). Má strukturu verše a a b c c b d d b neboli v devíti veršové sloce se opakují rýmy ve třetím, šestém a devátém verši. Balaša měl vyspělou básnickou techniku. Jeho hrdinské básně i náboženské básně patří k vrcholům renesanční lyriky.

## Seznam známých děl
- Sbírka básní - stancí, sesbíraná do rukopisu v roce 1589, maďarsky, našla se až v r. 1874 v knihovně rodu Radvanských.
- Kodex Jana Joba Fanchaliho - Krásná maďarská komedie, divadelní hra propracovaná podle italského vzoru, maďarsky "Szép magyar komedie" nebo v češtině "Credulus a Julie", kterou objevil slovenský literární vědec Ján Mišianik v roce 1959[4]
- Píseň jménem pěkné děvy - báseň ve slovenštině[3]